# Metohija (Ston)
Metohija je naselje u Republici Hrvatskoj, u sastavu općine Ston, Dubrovačko-neretvanska županija.
Seoska krsnica je Tudorice (Todorovdan). Od starine tu žive obitelji Franković-Žile, Dedović-Rozić, Ćurlin, Šurković, Car i Guzin. Doseljeni su Mrlais, Vitković, Vuković, Daničić i Katić.

## Stanovništvo
Prema popisu stanovništva iz 2001. godine, naselje je imalo 168 stanovnika te 37 obiteljskih kućanstava.
| broj stanovnika |       |       | 189   | 200   | 191   | 195   | 208   | 204   | 199   | 188   | 185   | 160   | 136   | 176   | 168   | 157   | 134   |
|                 | 1857. | 1869. | 1880. | 1890. | 1900. | 1910. | 1921. | 1931. | 1948. | 1953. | 1961. | 1971. | 1981. | 1991. | 2001. | 2011. | 2021. |